# ARL8B
ARL8B‏ (ADP ribosylation factor like GTPase 8B) هوَ بروتين يُشَفر بواسطة جين ARL8B في الإنسان.